# Pat McCoy
Patrick James McCoy (né le 3 août 1988 à Tucson, Arizona, États-Unis) est un lanceur de relève gaucher de la Ligue majeure de baseball.

## Carrière
Pat McCoy est repêché au 10e tour de sélection par les Nationals de Washington en 2007. Il joue 7 saisons en ligues mineures dans l'organisation des Nationals avant de signer chez les Tigers de Détroit à la fin 2013.
McCoy fait ses débuts dans le baseball majeur comme lanceur de relève pour les Tigers le 22 juin 2014 contre les Indians de Cleveland. En 14 manches lancées pour Détroit durant la saison, sa moyenne de points mérités s'élève à 3,86.
Le 31 octobre 2014, McCoy est réclamé au ballottage par les Orioles de Baltimore. Après une saison 2015 jouée en ligues mineures avec des clubs affiliés aux Orioles, il signe un contrat des ligues mineures le 18 décembre 2015 avec les Blue Jays de Toronto.